# تصفيات كأس العالم 1998 (آسيا)
في ما يلي تواريخ ونتائج مراحل تصفيات كأس العالم لكرة القدم 1998 لقارة آسيا. شارك ما مجموعه 36 منتخب في المنافسات. وتم تخصيص 3.5 مقاعد للمنطقة الآسيوية (من بين 32 مقعد) من أجل التأهل إلى النهائيات.

## المرحلة الأولى

### مجموعة 1
| م | الفريق         | لعب | ف | ت | خ | أ.له | أ.ع | أ.ف | نقاط | التأهل                      |
| - | -------------- | --- | - | - | - | ---- | --- | --- | ---- | --------------------------- |
| 1 | السعودية       | 6   | 5 | 1 | 0 | 18   | 1   | +17 | 16   | التأهل إلى المرحلة النهائية |
| 2 | ماليزيا        | 6   | 3 | 2 | 1 | 5    | 3   | +2  | 11   |                             |
| 3 | تايبيه الصينية | 6   | 1 | 1 | 4 | 4    | 13  | −9  | 4    |                             |
| 4 | بنغلاديش       | 6   | 1 | 0 | 5 | 4    | 14  | −10 | 3    |                             |

| تايبيه الصينية | 0–2     | السعودية                        |
| -------------- | ------- | ------------------------------- |
|                | (تقرير) | عبيد الدوسري 34' · الشهراني 37' |

| ماليزيا                    | 2–0     | بنغلاديش |
| -------------------------- | ------- | -------- |
| عدنان 43' · عبد الكريم 87' | (تقرير) |          |

| بنغلاديش | 1–3     | تايبيه الصينية                                       |
| -------- | ------- | ---------------------------------------------------- |
| رانا 56' | (تقرير) | لين ون هان 59' · هوانغ تشه-مينغ 62' · تشن كوي-جن 78' |

| ماليزيا | 0–0     | السعودية |
| ------- | ------- | -------- |
|         | (تقرير) |          |

| بنغلاديش | 1–4     | السعودية                                              |
| -------- | ------- | ----------------------------------------------------- |
| رانا 44' | (تقرير) | المولد 20' · التيماوي 27' · الشهراني 65' · المهلل 73' |

| ماليزيا                    | 2–0     | تايبيه الصينية |
| -------------------------- | ------- | -------------- |
| تشه زامبيل 2' · سولونغ 16' | (تقرير) |                |

| تايبيه الصينية | 0–0     | ماليزيا |
| -------------- | ------- | ------- |
|                | (تقرير) |         |

| السعودية                                   | 3–0     | بنغلاديش |
| ------------------------------------------ | ------- | -------- |
| الشهراني · عبيد الدوسري · عبد الله الدوسري | (تقرير) |          |

| السعودية                           | 3–0     | ماليزيا |
| ---------------------------------- | ------- | ------- |
| المولد 59'، 85' · عبيد الدوسري 87' | (تقرير) |         |

| تايبيه الصينية | 1–2     | بنغلاديش      |
| -------------- | ------- | ------------- |
| هسو ته مينغ    | (تقرير) | أحمد · إمتياز |

| بنغلاديش | 0–1     | ماليزيا      |
| -------- | ------- | ------------ |
|          | (تقرير) | زين العابدين |

| السعودية                                                                | 6–0     | تايبيه الصينية |
| ----------------------------------------------------------------------- | ------- | -------------- |
| الجابر 3'، 16'، 63' · المولد 5' · عبد العزيز الدوسري 30' · الزهراني 46' | (تقرير) |                |

## روابط خارجية
- تصفيات كأس العالم لكرة القدم (آسيا) على FIFA.com

قالب:تصفيات كأس العالم لكرة القدم 1998